# Categorias de peso do boxe
As categorias de peso do boxe são subdivisões nas quais são escalados os pugilistas, a fim de tornar as lutas mais equilibradas. A pesagem oficial é realizada um dia antes da luta e, caso um atleta esteja fora do peso mínimo ou máximo, não estará apto a participar do combate.
O padrão de medidas é o inglês, que utiliza como medida de peso e massa a libra, por isso na conversão de valores em quilogramas utiliza-se casas decimais. Já no boxe amador o padrão de medidas de peso e massa é o quilograma.

## Categorias de peso do boxe profissional
Estão listadas as categorias as principais organizações do boxe internacional: Associação Mundial de Boxe (AMB), Conselho Mundial de Boxe (CMB), Federação Internacional de Boxe (FIB) e Organização Mundial de Boxe (OMB) estas fundadas nos estados unidos; além da classificação da revista The Ring  também com sede nos estados unidos e do site BoxRec com diversos editores espalhados pelo mundo, e a organização da américa do sul com sede no brasil a federação intercontinental de boxe (IBFed), referências internacionais de classificações independentes. As nomenclaturas das categorias de peso abaixo são versões oficialmente traduzidas em português e muitas vezes diferem da tradução literal do inglês.
| Limite de peso    | Nomenclaturas           | Nomenclaturas    | Nomenclaturas      | Nomenclaturas     | Nomenclaturas     | Nomenclaturas    | Nomenclaturas    |
| Limite de peso    | AMB WBA                 | CMB WBC          | FIB IBF            | OMB WBO           | The Ring          | IBFed            | BoxRec           |
| ----------------- | ----------------------- | ---------------- | ------------------ | ----------------- | ----------------- | ---------------- | ---------------- |
| Ilimitadoa        | Pesado                  | Pesado           | Pesado             | Pesado            | Pesado            | Pesado           | Pesado           |
| 224 lb (101,6 kg) | Ponte ou Super Cruzador | Ponte            | —                  | —                 | —                 | —                | —                |
| 200 lb (90,7 kg)b | Cruzador                | Cruzadorc        | Cruzador           | Pesado Júnior     | Cruzador          | Cruzador         | Cruzador         |
| 175 lb (79,4 kg)  | Meio-Pesado             | Meio-Pesadod     | Meio-Pesado        | Meio-Pesado       | Meio-Pesado       | Meio-Pesado      | Meio-Pesado      |
| 168 lb (76,2 kg)  | Super Médio             | Super Médio      | Super Médio        | Super Médio       | Super Médio       | Super Médio      | Super Médio      |
| 160 lb (72,6 kg)  | Médio                   | Médio            | Médio              | Médio             | Médio             | Médio            | Médio            |
| 154 lb (69,9 kg)  | Super Meio-Médio        | Super Meio-Médio | Médio Ligeiro      | Médio Júnior      | Médio Júnior      | Super Meio-Médio | Super Meio-Médio |
| 147 lb (66,7 kg)  | Meio-Médio              | Meio-Médio       | Meio-Médio         | Meio-Médio        | Meio-Médio        | Meio-Médio       | Meio-Médio       |
| 140 lb (63,5 kg)  | Super Leve              | Super Leve       | Meio-Médio Ligeiro | Meio-Médio Júnior | Meio-Médio Júnior | Super Leve       | Super Leve       |
| 135 lb (61,2 kg)  | Leve                    | Leve             | Leve               | Leve              | Leve              | Leve             | Leve             |
| 130 lb (59 kg)    | Super Pena              | Super Pena       | Leve Júnior        | Leve Júnior       | Leve Júnior       | Super Pena       | Super Pena       |
| 126 lb (57,2 kg)  | Pena                    | Pena             | Pena               | Pena              | Pena              | Pena             | Pena             |
| 122 lb (55,3 kg)  | Super Galo              | Super Galo       | Pena Júnior        | Pena Júnior       | Pena Júnior       | Super Galo       | Super Galo       |
| 118 lb (53,5 kg)  | Galo                    | Galo             | Galo               | Galo              | Galo              | Galo             | Galo             |
| 115 lb (52,2 kg)  | Super Mosca             | Super Mosca      | Galo Júnior        | Galo Júnior       | Galo Júnior       | Super Mosca      | Super Mosca      |
| 112 lb (50,8 kg)  | Mosca                   | Mosca            | Mosca              | Mosca             | Mosca             | Mosca            | Mosca            |
| 108 lb (49 kg)    | Mosca Ligeiro           | Mosca Ligeiro    | Mosca Júnior       | Mosca Júnior      | Mosca Júnior      | Mosca Ligeiro    | Mosca Ligeiro    |
| 105 lb (47,6 kg)  | Palhae                  | Palha            | Mini-Mosca         | Mini-Mosca        | Palha             | Mini-Mosca       | Mini-Mosca       |
| 102 lb (46,3 kg)f | Palha Ligeiro           | Átomo            | Átomo              | Átomo             | Palha Júnior      | Átomo            | Átomo            |

a No boxe masculino a categoria Peso Pesado é acima de 200 lb (acima de 224 lb no CMB), já no feminino é acima de 175 lb (acima de 168 lb no CMB).
b Categoria de peso válida apenas no boxe masculino.
c No CMB, o limite de peso do Peso Cruzador é de 190 lb (86,2 kg).
d Não há uma categoria de Peso Meio-Pesado feminino no CMB.
e Na AMB, a categoria de 105 lb é chamada de Peso Mínimo no masculino e de Peso Palha no feminino.
f Categoria de peso válida apenas no boxe feminino.

## Linha do tempo
As categorias de peso do boxe passaram por muitas revisões e adições desde 1884. A última revisão que as categorias de peso tiveram foi em 2003. Até o começo do século XX, a unidade de massa padrão utilizada no boxe era o stone (st), no entanto ela foi substituída pela libra (lb), que é a unidade de massa usada até hoje no esporte. As nomenclaturas das categorias de peso abaixo são baseadas nas nomenclaturas da AMB e da antiga ANB.
| Categoria | Limite de peso            |
| --------- | ------------------------- |
| Pesado    | Acima de 11 st (69,9 kg)  |
| Leve      | Abaixo de 11 st (69,9 kg) |

| Categoria | Limite de peso  |
| --------- | --------------- |
| Pesado    | Ilimitado       |
| Médio     | 11 st (69,9 kg) |
| Leve      | 10 st (63,5 kg) |
| Pena      | 9 st (57,2 kg)  |
| Galo      | 8 st (50,8 kg)  |

| Categoria   | Limite de peso  |
| ----------- | --------------- |
| Pesado      | Ilimitado       |
| Meio-Pesado | 12 st (76,2 kg) |
| Médio       | 11 st (69,9 kg) |
| Meio-Médio  | 10 st (63,5 kg) |
| Leve        | 9½ st (60,3 kg) |
| Pena        | 9 st (57,2 kg)  |
| Galo        | 8½ st (54,0 kg) |
| Mosca       | 8 st (50,8 kg)  |

| Categoria   | Limite de peso   |
| ----------- | ---------------- |
| Pesado      | Ilimitado        |
| Meio-Pesado | 175 lb (79,4 kg) |
| Médio       | 160 lb (72,6 kg) |
| Meio-Médio  | 147 lb (66,7 kg) |
| Leve        | 134 lb (60,8 kg) |
| Pena        | 126 lb (57,2 kg) |
| Galo        | 118 lb (53,5 kg) |
| Mosca       | 110 lb (49,9 kg) |

| Categoria        | Limite de peso   | Ano de inserção |
| ---------------- | ---------------- | --------------- |
| Pesado           | Ilimitado        |                 |
| Cruzador         | 190 lb (86,2 kg) | 1980            |
| Meio-Pesado      | 175 lb (79,4 kg) |                 |
| Super Médio      | 168 lb (76,2 kg) | 1984            |
| Médio            | 161 lb (73,0 kg) |                 |
| Super Meio-Médio | 154 lb (69,9 kg) | 1962            |
| Meio-Médio       | 147 lb (66,7 kg) |                 |
| Super Leve       | 140 lb (63,5 kg) | 1959            |
| Leve             | 135 lb (61,2 kg) |                 |
| Super Pena       | 130 lb (59,0 kg) | 1959            |
| Pena             | 126 lb (57,2 kg) |                 |
| Super Galo       | 122 lb (55,3 kg) | 1975            |
| Galo             | 118 lb (53,5 kg) |                 |
| Super Mosca      | 114 lb (51,7 kg) | 1980            |
| Mosca            | 111 lb (50,3 kg) |                 |
| Mosca Ligeiro    | 108 lb (49,0 kg) | 1975            |
| Palha            | 105 lb (47,6 kg) | 1987            |

| Categoria        | Limite de peso   |
| ---------------- | ---------------- |
| Pesado           | Ilimitado        |
| Cruzador         | 200 lb (90,7 kg) |
| Meio-Pesado      | 175 lb (79,4 kg) |
| Super Médio      | 168 lb (76,2 kg) |
| Médio            | 160 lb (72,6 kg) |
| Super Meio-Médio | 154 lb (69,9 kg) |
| Meio-Médio       | 147 lb (66,7 kg) |
| Super Leve       | 140 lb (63,5 kg) |
| Leve             | 135 lb (61,2 kg) |
| Super Pena       | 130 lb (59,0 kg) |
| Pena             | 126 lb (57,2 kg) |
| Super Galo       | 122 lb (55,3 kg) |
| Galo             | 118 lb (53,5 kg) |
| Super Mosca      | 115 lb (52,2 kg) |
| Mosca            | 112 lb (50,8 kg) |
| Mosca Ligeiro    | 108 lb (49,0 kg) |
| Palha            | 105 lb (47,6 kg) |
| Palha Ligeiro    | 102 lb (46,3 kg) |

## Categorias de peso do boxe amador
Aplica-se aos Jogos Olímpicos, Jogos Pan-Americanos e demais competições ligadas a Federação Internacional de Boxe Amador.
| Super Pesado       | sem limite  | —           | —          |
| Pesado             | até 93 kg   | sem limite  | sem limite |
| Cruzador           | até 86,5 kg | —           | —          |
| Meio-Pesado        | até 80 kg   | até 82 kg   | até 80 kg  |
| Médio              | até 75 kg   | até 75 kg   | até 74 kg  |
| Médio Ligeiro      | até 71 kg   | até 70 kg   | até 70 kg  |
| Meio-Médio         | até 67 kg   | até 66 kg   | até 66 kg  |
| Meio-Médio Ligeiro | até 63,5 kg | até 63 kg   | até 63 kg  |
| Leve               | até 60 kg   | até 60 kg   | até 60 kg  |
| Pena               | até 57 kg   | até 57,5 kg | até 57 kg  |
| Galo               | até 54 kg   | até 55 kg   | até 54 kg  |
| Galo Ligeiro       | —           | —           | até 52 kg  |
| Mosca              | até 51 kg   | até 52,5 kg | até 50 kg  |
| Mosca Ligeiro      | —           | até 50 kg   | até 48 kg  |
| Pino               | até 48 kg   | até 47,5 kg | até 46 kg  |